# Gaspar Roomer
Gaspar Roomer (Anversa, tra il 1596 e il 1606 – Napoli, 3 aprile 1674) è stato un mercante e mecenate olandese, attivo soprattutto in Italia, a Napoli.
Accumulò una grande fortuna finanziaria nei commerci con le Fiandre.
Roomer era particolarmente devoto di S. Maria Maddalena de' Pazzi a Napoli, tanto da sobbarcarsi parte delle spese del processo di canonizzazione pari a 23.530 scudi. Già grande benefattore del convento carmelitano di Santa Maria della Vita, era desideroso di poter aggiungere, nella sua città, il patronato della Santa fiorentina a quello del monastero del SS. Sacramento (fondato dal monastero della S. Croce di Lucca), dove era monaca sua figlia suor Maria Maddalena. Con il parere positivo dell’arcivescovo di Napoli e della Congregazione per i Religiosi, il monastero fu nuovamente intitolato a  Santa Maria Maddalena de' Pazzi del SS. Sacramento. 
Diventando mercante d'arte, in collaborazione con Jan e Ferdinand van den Eynde, nel suo palazzo collezionò una estesa serie di tele di autori fiamminghi oggi detta Collezione Gaspar Roomer.